# Lycia pomonaria
Pour les articles homonymes, voir Phalène.
Espèce
Lycia pomonaria, la Phalène pomone, est une espèce de lépidoptères (papillons) de la famille des Geometridae, de la sous-famille des Ennominae.

## Description
Les adultes ont le corps trapu, les mâles ailés ont les ailes translucides marquées de quelques lignes ; comme les autres espèces de ce genre, les femelles ont les ailes vestigiales (à l'exception de Lycia hirtaria, la phalène hérissée, dont les femelles possèdent des ailes normales, un peu plus allongées et plus étroites que celles du mâle). 

## Distribution
D'une moitié est de la France à la Scandinavie, Europe centrale et Europe de l'Est. Semble en progression vers l'ouest en France (atteint les environs de Paris).

## Habitat
Cette espèce se trouve dans les forêts humides.

## Biologie
Les chenilles se nourrissent de divers tilleuls (Tilia) et du tremble (Populus tremula) ; les femelles se confondent avec les écorces de ces arbres et attirent les mâles en émettant des phéromones ; les adultes sont visibles en mars et avril. Espèce univoltine.